# 国华乡
国华乡，是中华人民共和国辽宁省阜新市阜新蒙古族自治县下辖的一个乡镇级行政单位。

## 行政区划
国华乡下辖以下地区：
国华村、娘娘庙村、富市村、候其营子村、前进村、两家子村、苇子沟村和梨树营子村。